# 真壁顕幹
真壁 顕幹（まかべ あきもと）は、南北朝時代から室町時代前期にかけての常陸の武将。

## 生涯
永和3年/天授3年（1377年）3月5日、家督を継ぐ。応永8年（1401年）12月30日に大御所の足利義満から所領安堵を受けた。この時には出家して聖賢と号している。応永11年（1404年）12月15日、嫡子の秀幹に家督を譲って隠居する。応永22年（1415年）に死去。享年60。